# Kotys I (król Bosporu)
Kotys I, właśc. Tyberiusz Juliusz Kotys I Filokajsar Filoromajos Eusebes (gr.: Τιβέριος Ἰούλιος Κότυς Φιλόκαισαρ Φιλορώμαίος Eυσεbής, Tibérios Ioúlios Kótys Filókaisar Filorṓmaíos Eusebḗs) (zm. 68 n.e.) – król Bosporu z dynastii Asandrydów od 45 do swej śmierci.

## Rodzina
Kotys jest znany z pism historyków rzymskich, Tacyta (Roczniki, ks. XII) i Kasjusza Diona (Historia rzymska, ks. LX, 28, 7), ośmiu inskrypcji odkrytych na terenach dawnego królestwa bosporańskiego oraz ze źródeł numizmatycznych. Był on drugim synem króla Bosporu Tyberiusza Juliusza Aspurgosa Filoromajosa i królowej Gepaepyris, a młodszym bratem Klaudiusza Mitrydatesa III Filogermanika Filopatrisa. Poprzez rodziców miał perskich, trackich, greckich i rzymskich przodków. Po ojcu był wnukiem monarchów Bosporu Asandra Filokajsara Filoromajosa i Dynamis Filoromajos, a po kądzieli królów Tracji Gajusza Juliusza Kotysa VIII i Antonii Tryfeny. Przez swą babkę macierzystą Tryfenę był potomkiem rzymskiego rodu Antoniuszy. Tryfena, jako pierwsza prawnuczka Marka Antoniusza, rzymskiego triumwira, była spokrewniona z różnymi członkami dynastii julijsko-klaudyjskiej.
Kotys, przez ojca Aspurgosa, był potomkiem dynastii Mitrydatydów, rodów macedońskich Antygonidów, Antypatrydów oraz Seleucydów. Kotys otrzymał imię na cześć dziadka macierzystego Gajusza Juliusza Kotysa VIII (zm. 18), króla Tracji z dynastii sapejskiej.

## Objęcie władzy
Według Kasjusza, historyka rzymskiego, Kotys miał objąć władzę królewską na skutek zdrady. Za panowania starszego brata Klaudiusza Mitrydatesa III (VIII) Filogermanika Filopatrisa, został wysłany do Rzymu jako poseł, prawdopodobnie w 41/42 r. Tam miał się wywiązać z powierzonej mu misji dyplomatycznej, zamiast tego zdradził swego brata. Poinformował Rzymianom, że on przygotowuje się do wojny z nimi. W 45 r. Rzym postanowił w tej sytuacji zainterweniować. Mitrydates] został pozbawiony tronu, a na jego miejsce osadzono lojalnego Kotysa.
Aulus Dydiusz Gallus, po osadzeniu na tronie Kotysa, wycofał się z głównymi siłami wojskowymi. Król pozostał tam i kilka kohort z rzymskim rycerzem Gajuszem Juliuszem Akwilą. Mitrydates dowiadując się o tym zbuntował się, by odzyskać władzę. Podburzał plemiona i zwabiał do siebie zbiegów, celem stworzenia wojska. Wypędził króla Dandarynów, zajmując jego kraj. Uzyskał wsparcie Zorsynesa, króla Syraków. Kotys i Akwila, dowiadując się o tym, postanowili pozyskać obcą pomoc, w tym Eunonesa, wodza ludu Aorsów. Ustalili, że sprzymierzeniec będzie walczyć w konnych potyczkach, a Rzymianie wezmą się obleganiem miast.
Kotys, Rzymianie i sprzymierzeńcy idąc w uporządkowanym szyku, po wypędzeniu wroga, przybyli do Sozy, miasta Dandaryki, które Mitrydates porzucił z powodu braku zaufania do jej mieszkańców. Po obsadzeniu załogą ruszyli na króla Syraków Zorsynesa i jego lud. Przy przejściu przez rzekę Pandę otoczyli miasto Uspę, które było wysoko położone. Miasto, mając słabe umocnienia z plecionki i chrustu, wysłało nazajutrz poselstwo z prośbą o łaskę dla wolnych ludzi. Ofiarowało także dziesięć tysięcy niewolników. Oblegający wzgardziwszy tym poselstwem, postanowili dokonać rzezi mieszkańców. Zagłada Uspensów napędziła strachu pozostałych. Zorsynes postanowił z tego powodu zostawić Mitrydatesa i przejść na stronę Rzymian, padając na kolana przed wizerunkiem Cezara. Zwycięskie wojsko rzymskie było oddalone o trzy dni drogi od rzeki Tanais. Mitrydates rezygnując z walki, nie wiedział kogo ma prosić o litość. Brata swego Kotysa I, zdrajcę i wroga, obawiał się, więc zwrócił się do Eunonesa. W jego pałacu królewskim rzucił się na kolana, oddając się w jego ręce. Mitrydates został potem wydany i zawieziony do Rzymu przez prokuratora Pontu Juliusza Cylona. Miał się podobno wyrazić butnie przed obliczem Klaudiusza. Nieustraszoną minę także zachował, kiedy stanął otoczony strażą obok mównicy na widok mieszkańców. Żył w Rzymie, jako wygnaniec do 68 r., do czasu wojen domowych, kiedy to został zamordowany za udział w spisku Nimfidiusa Sabinusa. Nigdy się nie ożenił ani nie miał dzieci.
Kotys po rozprawieniu się z bratem, panował bez zakłóceń, jako król bosporański zależny od Rzymu. Kotys otrzymał rzymskie obywatelstwo i imiona Tyberiusz Juliusz. Używał przydomków Filokajsar („Przyjaciel Cesarza”), Filoromajos („Przyjaciel Rzymian”) oraz Eusebes („Pobożny” lub „Bogobojny”). One stały się przydomkami rodowymi, bowiem większość jego potomków przybrało je wstępując na tron bosporański. Kotys I prawdopodobnie w 62 r. utracił Kolchidę na rzecz Rzymu.
Podczas swego panowania poślubił Euneike, kobietę nieznanego pochodzenia. Miał z nią syna Tyberiusza Juliusza Reskuporisa I, przyszłego króla Bosporu. Kotys nazwał swego syna, po swym trackim przodku Reskuporisie I, królu Tracji i prapradziadku matki Gepaepyris.

## Działalność mennicza

### Złotestatery
Najstarsze jego złote statery pochodzące z 342 r. ery bosporańskiej (45/46 n.e.), bite były według wzoru ustalonego już za czasów króla Tyberiusza Juliusza Aspurgosa Filoromajosa. Wizerunek przedstawiony na awersie przypisuje się cesarzowi Klaudiuszowi, a na rewersie jego synowi Brytanikowi. Tutaj umieszczono jeszcze datę roczną oraz monogram Kotysa. Podobnie wyglądają inne statery z lat 345 i 346 tej ery.
Do pewnych zmian doszło na rewersach w latach 349-359, czyli 52-62 n.e. Pojawiły się wizerunki przypisywane Neronowi. Wyjątek stanowi stater z 352 r. (55/56 n.e.), który na stronie głównej ma wizerunek Agrypiny Młodszej, zaś na rewersie Nerona wraz z datą roczną i monogram Kotysa. Obok dwóch staterów królowej Dynamis Filoromajos jest to jedyne przedstawienie kobiety na staterach. Znamy także stater z 359 r. (62/63 n.e.), który zamiast monogramu króla posiada monogram Nerona. Jest to ostatni znana moneta z czasów panowania Kotysa I, bowiem cesarz Neron zakazał je wydawać.

### Monety brązowe
Najnowsza klasyfikacja brązowych monet Kotysa I, oparta głównie na porównaniu wizerunków i legend z wydarzeniami w Rzymie, dzieli się na pięć serii:
1. Pierwsza seria to monety ze znakami  nominałowymi Δ (4 jednostki), ς (6 jednostek), Η (8 jednostek). Niektórzy uczeni przypisują im nazwy rzymskie – znak H byłby dodransem, ς semisem, a Δ triensem. Wizerunki przedstawione na awersach triensa oraz semisa uznaje się za wizerunki rodziców Kotysa – Gepaepyris i Aspurgosa. Przedstawienia te nie zawierają legendy, a jedynie monogramem ojca. Monety te datuje się na lata 45-50.
2. Drugą serię tworzą asy z wizerunkiem na awersie cesarza Klaudiusza wraz z legendą w języku greckim TI KΛAYΔIOY KAICAPOC oraz znakiem nominału IB (12), zaś na stronie przeciwnej przedstawienie Agrypiny Młodszej, legendę IOYΛIAN AΓPIΠΠINAN KAICAPOC oraz monogram z liter BAK – BA[σιλεύς] Κ[ότυς]. Monety te powstały między ślubem Klaudiusza z Agrypiną w 49 r., a śmiercią cesarza w 54 r.
3. Trzecia seria przedstawia na awersie portret cesarza Nerona wraz z legendą NEPѠNOC KΛAYΔIOY CEBACTOY KAICAPOC, a na rewersie Agrypinę Młodszą, legendę AΓPIΠΠINHC CEBACTHC, monogram BAK oraz znak IB. Analizując treści legend ustalono, że tę emisję rozpoczęto po śmierci Klaudiusza, a zakończono najpóźniej w 59 r., gdy Agrypina została zamordowana na polecenie Nerona.
4. W skład czwartej serii wchodzą monety o nominale 12 jednostek przedstawiające na awersie Nerona wraz z legendą w języku greckim NEPѠNOC KΛAYΔIOY CEBACTOY KAICAPOC. Na stronie przeciwnej znajduje się wizerunek Poppei Sabiny zwróconej w lewo, legenda ΠOΠΠHIAC CEBACTHC, monogram BAK oraz znak nominału IB. Monety te prawdopodobnie wybito w 63 r., gdy Poppea otrzymała tytuł augusty po urodzeniu córki (21 stycznia).
5. Piątą serię tworzą monety z wizerunkiem na awersie popiersia cesarza Nerona, legendy NEPѠNOC KΛAYΔIOY KAICAPOC CEBACTOY. Natomiast na stronie przeciwnej umieszczono litery MH (48 jednostek – sesterc) otoczone wieńcem. Seria ta wyróżnia się od poprzednich typem rewersu, nominałem oraz wartością nominalną (czterokrotnie większa od monet o nominale 12 jednostek). W skład tej serii zaliczamy również dupondiusy (znak nominału KΔ – 24 jednostki). Na awersie znajduje się wizerunek Nerona wraz z legendą NEPѠNOC  KAICAPOC, a na stronie przeciwnej krocząca skrzydlata Nike z wieńcem trzymanym w wyciągniętej ręce. Motyw ten prawdopodobnie zapożyczono z monet rzymskich. Do tej serii uczeni zaliczają także dupondiusy z przedstawieniem na awersie fasady pentastylosu wraz z legendą KA-ΠE umieszczoną po obu jego stronach, a na stronie przeciwnej monogramów w języku greckim BAK, BAEY lub BAEIY i znaku nominału KΔ. Piąta seria jest datowana na lata 63-68.

## Ostatnie lata
Polityka cesarza Nerona prowadzona w stosunku do państw zależnych charakteryzowała się ograniczeniem do minimum władzy miejscowego monarchy. Przejawem tego jest m.in. umieszczenie swojego monogramu na monetach bosporańskich. Na staterze bosporańskim z 359 r. ery bosporańskiej (62/63 n.e.) jedynym motywem jest już tylko data roczna. Na monetach brązowych bitych pod koniec rządów Nerona nie ma już żadnych symboli lokalnych. Z tego czasu nieznane są też żadne inskrypcje zawierające tytuł i imię bosporańskiego króla.  Dawni uczeni uznali to za dowód likwidacji królestwa przez cesarza. Wizerunek fasady rzymskiej świątyni było prawdopodobnie próbą powrotu do stanu sprzed rządów Nerona podjętą przez Kotysa I. Po jego śmierci motyw fasady świątyni mógł być kontynuowany przez wdowę Euneike, zanim jeszcze na tron wstąpił syn Reskuporis.